# قيادة (الصين)

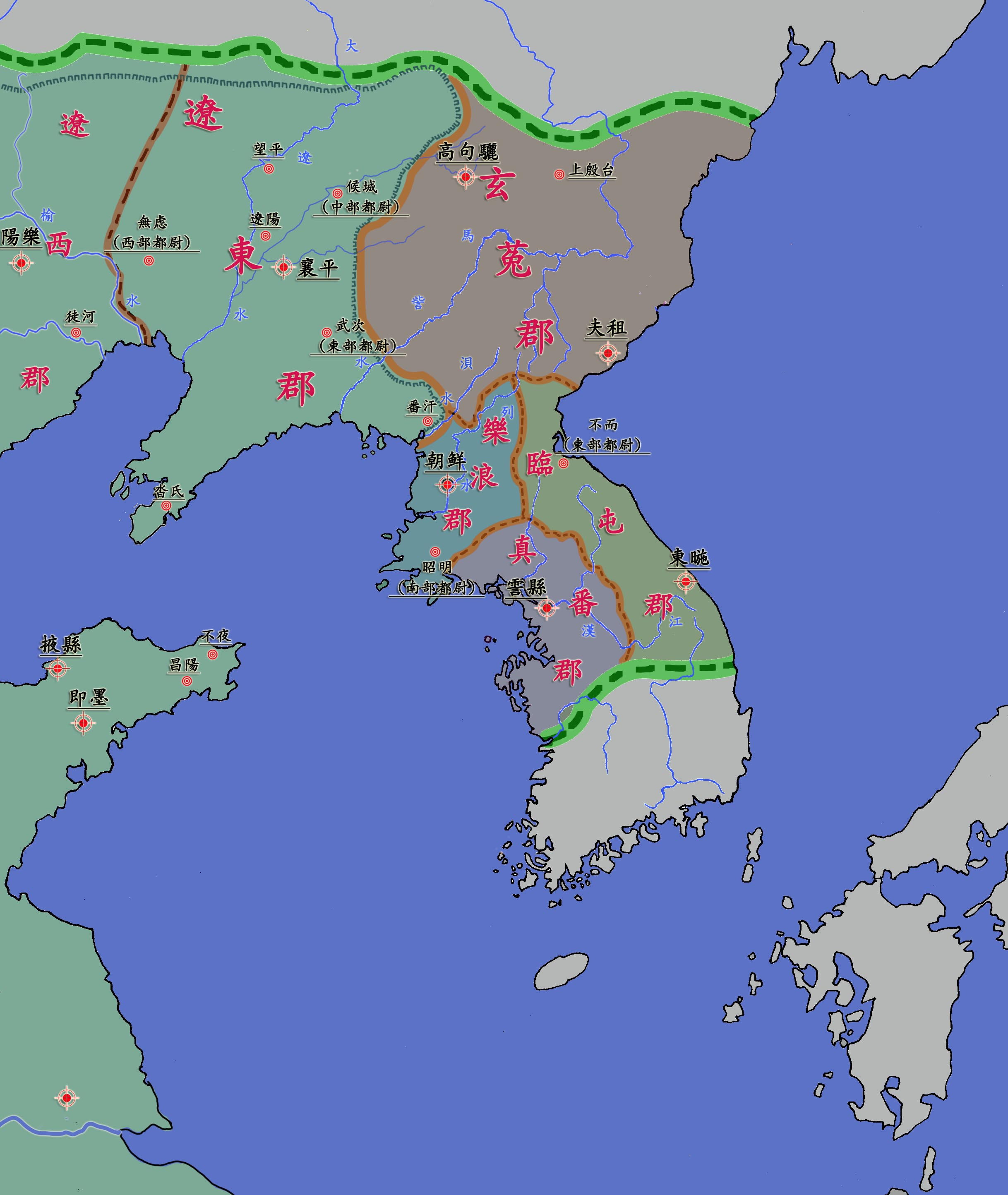
قيادات مملكة هان التاريخية الأربع في الصين.

القيادة (بالصينية: 郡، وتُنطَق: جون) هي تقسيم إداريٌّ تاريخي في الصين، كان استعمالها منتشراً منذ عهد مملكة تشو (1046 - 256 ق.م) إلى مطلع عهد مملكة تانغ (618 - 907م).

## التاريخ
بدأت خلال فترة الربيع والخريف (771 – 406 ق.م) كبرى الممالك الصينية مثل كين وجين ووي باكتساح جاراتها الصغيرة والضعيفة، ونتيجةً لكون هذه الأراضي الجديدة واقعةً خارج حدودها الأصلية، فقد أسِّست بصفتها مقاطعات إدارية أو كما تسمى بالصينية شيان (بالصينية التقليدية: 縣، بالصينية المبسَّطة: 县). ازداد توسُّع الممالك الصينية في المراحل اللاحقة من هذه الفترة، وأخذت كل دولةٍ بتأسيس قياداتها المستقلَّة في كل منطقة جديدة تبسط عليها سيطرتها. وقد كانت في الغالب أكبر من المقاطعات أو "الشيان"، إلا أنَّ كثافاتها السكانية كانت أقل. إادرياً، تعد القيادة تقسيماً أدنى من المقاطعة، إلا أنَّها كانت بالمقابل مقاطعات عسكريَّة لها أهمية حربية أكثر من أيّ مقاطعة إدارية أخرى.